# HK GMG
HK GMG — автоматический станковый гранатомёт, разработанный Heckler & Koch в середине 90-х годов.

## Конструкция
GMG использует автоматику со свободным затвором, имеет предохранитель, который также выполняет роль переводчика режимов огня.
Предохранитель трёхпозиционный: одиночный или автоматический огонь, безопасный режим.
Гранатомёт оснащён автоматическим предохранителем, имеет крепление для оптических прицелов и приборов ночного видения, а также механическим секторным прицелом и коллиматорным.

## Сравнение с аналогами
| Перейти к шаблону «Сравнение современных автоматических станковых гранатомётов» | УАГ-40                                                                 | АГС-40             | Mk.47 mod.0 | HK GMG  | Vektor Y3 AGL                                           | SB LAG 40 | Daewoo K4 | Howa Type 96 |
| ------------------------------------------------------------------------------- | ---------------------------------------------------------------------- | ------------------ | ----------- | ------- | ------------------------------------------------------- | --------- | --------- | ------------ |
| Внешний вид                                                                     | УАГ-40                                                                 | АГС-40             |             | HK GMG  | Vektor Y3 AGL                                           | SB LAG 40 | Daewoo K4 | Howa Type 96 |
| Годы производства                                                               | с 2010                                                                 | с 2008             | c 2003      | н/д     | c 2007                                                  | н/д       | с 1992    | с 1996       |
| Калибр, мм                                                                      | 40 x 53                                                                | 40 мм безгильзовый | 40 x 53     | 40 x 53 | 40 x 53                                                 | 40 x 53   | 40 x 53   | 40 x 53      |
| Лента, выстрелов                                                                | н/д                                                                    | 20                 | н/д         | 32      | н/д                                                     | 24/32     | н/д       | 50           |
| Масса тела гранатомёта                                                          | 17,0                                                                   | н/д                | 18,0        | 29,0    | 18,0                                                    | н/д       | 35,3      | 24,5         |
| Общая масса                                                                     | 31,0                                                                   | 32                 | 41,0        | 46,5    | 33,1                                                    | 34,0      | 65,9      | н/д          |
| Длина ствола, мм                                                                | 400                                                                    | 400                | 330         | 577     | 335                                                     | 415       | 412       | 454          |
| Длина гранатомёта, мм                                                           | 960                                                                    | н/д                | 940         | 1175    | 861                                                     | 960       | 1094      | 975          |
| Скорострельность, выстрелов/мин                                                 | 400                                                                    | 400                | 225—300     | 340     | 280—320                                                 | 215       | 350       | 250—350      |
| Начальная скорость гранаты, м/с                                                 | 240                                                                    | 240                | н/д         | 245     | 240                                                     | 242       | 240       | н/д          |
| Прицел                                                                          | механический (база), оптический или оптико-электронный (дополнительно) | ПАГ-17             | AN/PWG-1    | н/д     | оптический или электронный (баллистический вычислитель) | н/д       | н/д       | н/д          |
| Максимальная дальность стрельбы, м                                              | 2200                                                                   | 2500               | 2200        | 2200    | 2200                                                    | 2200      | 2200      | н/д          |

Сноски
1. ↑  Масса со станком и прицелом без патронной коробки (ленты)
2. ↑  Прицельный комплекс AN/PWG-1 включает в себя дневной телевизионный канал с 3х увеличением и выводом изображения на встроенный дисплей, лазерный дальномер и баллистический вычислитель. Прицел также имеет интерфейс для подключения к нему ночного прицела, работающего в ИК-диапазоне, с выводом изображения ночного канала на дисплей.